# Ansel Adams
Ansel Easton Adams (født 20. februar 1902, død 22. april 1984) var en amerikansk fotograf, der især er kendt som den ene af personerne bag zonesystemet og for sine fremragende og meget gennemarbejdede naturfotos fra Sierra Nevada-bjergene i det vestlige USA.

## Biografi
Adams var ikke meget for det stringente skolesystem og forlod skolen i 1915 (i en alder af 13) for at uddanne sig på egen hånd. Han øvede sig konstant med henblik på at blive pianist. Det var først i en alder af 14 under et besøg i Yosemite National Park, at han fandt glæden ved at fotografere. Det var i øvrigt ved samme lejlighed, han mødte sin kommende kone, Virginia Best.
I en alder af 17 gik Adams ind i foreningen Sierra Club, der arbejder på at bevare naturens vidundere og ressourcer. Han forblev medlem resten af sit liv, og både han og konen var på forskellige tidspunkter også bestyrelsesmedlemmer. Adams blev i den første periode en ivrig bjergklatrer og deltog i foreningens "high trips" (ture i højderne). Han var senere ansvarlig for flere førstebestigninger i Sierra Nevada. Adams forblev en fortaler for naturen, og mange af Adams billeder viser nationalparker i deres uberørte stil. Flere af Adams værker har haft en positiv indflydelse på Sierra Clubs virke.
Adams var meget foruroliget over måden interneringen af japanere og japanske amerikanere i USA under 2. verdenskrig efter angrebet på Pearl Harbor. Han fik tilladelse til at besøge Manzanar War Relocation Center i Owns Valley ved foden af Mount Williamson. Det blev til et fotoessay, der først blev udstillet på Museum of Modern Art og sidenhen blev udgivet under titlen Born Free and Equal: Photographs of the loyal Japanese-Americans at Manzanar Relocation Center, Inyo County, California.
Adams modtog tre Guggenheim-stipendier i løbet af sin karriere. I 1966 fik han den æresfulde titel Fellow af American Academy of Arts and Sciences, og i 1980 modtog han USA's højeste civile udmærkelse, Presidential Medal of Freedom af præsident Jimmy Carter.
I dag ejes rettighederne af Adams værker af The Ansel Adams Publishing Rights-fonden, der støtter naturprojekter. Flere steder i naturparkerne er dedikeret hans minde, således blev det daværende Minarets Wilderness i Inyo National Forest i Sierra Nevada i 1984 omdøbt til Ansel Adams Wilderness, og et 3584 meter højt bjerg blev i 1985 døbt Mount Ansel Adams efter ham.
Tre år før sin død, i 1981, modtog Adams det enormt prestigefyldte Hasselbladsprisen.

## Karriere
Adams er kendt for sine sort/hvide fotografier af nationalparker (blandt andet Yosemite National Park) og som forfatter til et antal bøger om fotografi, bl.a. en trilogi af tekniske instruktionsmanualer. Han er en af grundlæggerne af det fotografiske selskab Group f/64 sammen flere andre fotografer, bl.a. Edward Weston, Willard Van Dyke og Imogen Cunningham.
Adams var en af de to mænd, der stod bag zonesystemet; en teknik som tillader fotografer at "omsætte" det sete lys til en specifik densitet på først negativ og senere papir, hvilket giver væsentligt bedre kontrol over de færdige fotografier. Desuden var han foregangsmand for ideen om "visualisering" (som han ofte kaldte "pre-visualisering", omend han i slutningen erkendte, at det udtryk var overflødigt) af det færdige billede på baggrund af de opfattede lysværdier i det motiv, som skulle fotograferes.
Fotografierne i bogen Sierra Nevada: The John Muir Trail (som kun er udkommet i begrænset oplag) havde sådan en indvirkning på det politiske system, at de tilskrives en stor del af årsagen til, at områderne Sequoia og Kings Canyon blev til nationalparker i 1940.

## Værker

### Berømte fotografier
- Monolith, The Face of Half Dome, 1927.
- Rose and Driftwood, 1932.
- Clearing Winter Storm, 1940.
- Moonrise over Hernandez, New Mexico, 1941.
- Ice on Ellery Lake, Sierra Nevada, 1941.
- Georgia O'Keeffe and Orville Cox at Canyon de Chelly
- Aspens, New Mexico, 1958.

### Fotobøger
- America's Wilderness, 1997.
- California, 1997.
- Yosemite, 1995.
- The National Park Photographs, 1995.
- Photographs of the Southwest, 1994.
- Ansel Adams: In Color, 1993.
- Our National Parks, 1992.
- Ansel Adams: Classic Images, 1986.

### Fototekniske bøger
- The Camera, 1995.
- The Negative, 1995.
- The Print, 1995.
- Examples: The Making of 40 Photographs